# Parajassa andromedae
Parajassa andromedae is een vlokreeftensoort uit de familie van de Ischyroceridae. De wetenschappelijke naam van de soort is voor het eerst geldig gepubliceerd in 1985 door Moore.